# Lorschi bencés apátság
A bencés apátság korai román stílusú műemlék Lorsch város szélén, Németország Hessen tartományában. Az apátságot 764-ben alapították és 468 évig állt fenn, majd 1232-ben a mainzi érsekség bekebelezte. A korai középkorban a Frank Birodalom egyik szellemi és kulturális központja volt. A kapubejárat az egyedüli teljesen fennmaradt építmény a Karoling-korszakból és a korai román építészet legjelentősebb műemlékei közé tartozik Németországban. A kolostor könyvtárának híres könyvei ma világszerte elszórva találhatók.

## Története
A lorschi kódex szerint a kolostort Cancor alemann gróf és édesanyja, Williswinth alapították. A templom és az első fából készült kolostorépületek a mai romos Altermünster területén helyezkedtek el. Egyes nyomok arra utalnak, hogy már 764 előtt is létezett itt egy templom, amelyet ugyanez a grófi család építtetett és amelyet Szent Péternek szenteltek. Valószínűleg 764-ben ezt a templomot bővítették kolostorrá, hogy a család sírhelyéül szolgáljon és 764-ben átadták metzi Chrodegang püspöknek, aki Williswinth és Cancor rokona volt. A püspök szoros összeköttetésben állt Kis Pippinnel, pápai legátus volt és a frank egyház új szervezetének a feje. Így a kolostor családi tulajdonban maradt és a szomszédos Worms és Mainz elöljárói nem tudtak hozzáférni.
Már 764-ben felbukkant itt néhány gorzei szerzetes, akiket Chrodegang küldött. Chrodegang mindkét helyen (Lorsch és Gorze) bevezette a benedekrendi szabályokat. Chrodegang kérésére I. Pál pápa átadta a kolostornak Szent Nazarius csontjait, amelyek 765. július 11-én érkeztek meg. Így a kolostor egyike volt az elsőknek a Frank Birodalomban, amelyek egy római szentet kaptak ajándékba.
Az apátság így több adományhoz jutott és a zarándokok száma is megugrott. Ez lehetett az oka annak, hogy 765-től elkezdték a templom újjáépítését. Ebben az évben Chrodegang egyik testvére, Gundeland volt a lorschi apát. A régi helytől nem messze egy magaslaton építették az új templomot. A földet Cancor gróf testvére, Thurinkbert ajándékozta az apátságnak. Amikor Chrodegang 766 márciusában meghalt, a kolostornak 16 szerzetese volt.
A saját kolostor átalakítása birodalmi és királyi kolostorrá Cancor fiának, Heimerichnek tulajdonítható. Amikor Cancor 771-ben meghalt, Heimerich tulajdoni igényt támasztott a kolostorral szemben. Gundeland apát Nagy Károly udvari bírósága elé vitte az ügyet. Itt az apátnak megígérték az apátságot. Hogy elejét vegye a további nemesi túlkapásoknak, illetve a szomszédos püspökségek igényeinek, Gundeland Nagy Károlyra ruházta át az apátságot. Nagy Károly védelmébe vette az apátságot, így az immunitást nyert és megszerezte a saját apátválasztás jogát.
A birodalom szervezetében az apátságnak el kellett látnia a király szolgálatát (servitium regis) és gondoskodnia kellett a belső gyarmatosításról. Ebben az értelemben kell szemlélni Nagy Károly adományát, amellyel 773-ban és 774-ben átruházta Heppenheim őrgrófságot és Oppenheim városát. Míg a kolostor első időszakában a szerzetesek a birtokos nemesekért és népes családjukért imádkoztak, Nagy Károly alatt a királyi családért és a birodalomért kellett könyörögniük.
774-ben kész lett a kolostor új temploma. Gundeland apát meghívta Nagy Károlyt a felszentelésre. Károly egyenesen Itáliából érkezett, ahol legyőzte a longobárdokat. Együtt utazott a mainzi Lullus püspökkel, aki vezette a felszentelést és átvitte Szent Nazarus ereklyéit az új templomba.
A negyedik apát, Richbold scriptoriumot építtetett. Ugyanabban az évszázadban a skriptóriumhoz egy iskolát is csatlakoztattak, így alakult ki a híres kolostori könyvtár. Maga Richbold valószínűleg már 775-től krónikaíró volt a kolostorban, és Nagy Károly udvarában Alcuinus keze alatt tanult. Feltételezhető, hogy az udvarhoz való közelsége miatt választották apátnak 784-ben; 791 és 793 között egyszemélyben trieri érsek is volt. Mint ilyen, Nagy Károly udvarában az Alcuinus körüli szűkebb művelt társaság tagja volt. Így a kolostornak jelentős szerepe lett a könyvek előállításában és ezzel a Frank Birodalom oktatási reformjában.
Ezenkívül Richbold építtette az ecclesia triplex-et is. Ez egy újabb kis templom volt amelyet egybeépítettek az első kőből épült kolostorépülettel. Richbold megerősítette a kolostort kőfallal is.
A különböző adományok következtében, amelyeket a környékbeli nemességtől kapott, az apátság erősen terjeszkedett a következő évszázadokban. Lorsch már 817-ben felbukkant azok között a birodalmi kolostorok között, amelyek a király legfőbb szolgálatára álltak, például juttatásokkal vagy katonák kiállításával. Ez egyértelművé teszi, hogy a kolostor gazdasági szempontból is jelentős volt a Frank Birodalomban.
Adalung apátnak sikerült az apátság birtokát még tovább gyarapítani. Nagy Károllyal jó kapcsolatokat ápolt, így a császár 808-ban az arrasi Saint-Vaast apátság apátjává is kinevezte. Mások mellett Adalung volt Nagy Károly végrendeletének az egyik aláírója. Adalung a következő császár, Jámbor Lajos idejében is a belső tanácsadók közé tartozott. Így például 823-ban Adalung Rómába utazott, hogy ott a császár megbízásából I. Paszkál pápa ellen kémkedjen. Jámbor Lajos császár és fiai közti harcokban Német Lajos 832-ben elfoglalta a kolostort.
Adalung jelen volt 833-ban Lügenfeldnél, és Jámbor Lajos megbízásából ajándékokat adott át IV. Gergely pápának, aki I. Lothár hívására érkezett oda. 834-ben Német Lajos meg akarta nyerni az apátság támogatását a testvére, I. Lothar ellen, és további adományokat juttatott a kolostornak. Ebben az évben a kolostorban már 60 szerzetes volt.
Adalung halála után 834-ben Samuel lett az apát. Sikeresen vezette az apátságot a Jámbor Lajos és fiai között dúló háborúk közepette. Még Jámbor Lajos támogatásával szerezte meg a wormsi püspöki címet, majd Lajos halála után I. Lothart támogatta.

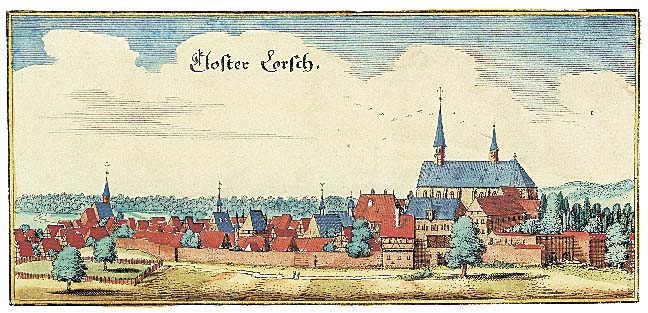
A lorschi kolostor Matthäus Merian rézmetszetén

1232-ben a lorschi kolostort alárendelték a mainzi érsekségnek; a benedekrendieknek el kellett hagyniuk a kolostort és a helyükre a premontrei rend költözött. 1461-ben a mainzi érsek elzálogosította egyes birtokait, így került Lorsch a rajnai palotagrófok birtokába. Ezek 1556-ban bevezették a reformációt és megszüntették a kolostort. Amikor a spanyolok 1621-ben visszavonultak a vidékről, a kolostor leégett.
A harmincéves háború végére az apátság ismét visszakerült a mainzi érsekhez és újra katolikussá lett. Lorsch legszomorúbb időszaka XIV. Lajos francia király háborúi alatt következett be, 1679–1697-ben. Egész falvakat döntöttek romba, a parasztok otthonait a tűz emésztette fel és francia katonák felgyújtották a régi apátság épületét. Az épen maradt rész az első világháború előtti időkben dohányraktárként üzemelt.
A sértetlenül maradt bejárat, a "királyi csarnok" Németország legrégebbi egészben fennmaradt kőépülete a római kor utáni időkből.

## Apátok
Az apátságnak jelenlegi feje a 47. a sorban.
| Név                          | hivatali ideje   |
| ---------------------------- | ---------------- |
| Metzi Chrodegang püspök      | 764 - 765        |
| Gundeland apát               | 765 - 778        |
| Helmerich apát               | 778 - 784        |
| Richbod apát                 | 784 - 804        |
| Adalung apát                 | 804 - 837        |
| Samuel apát                  | 837 - 856        |
| Eigilbert apát               | 856 - 864/865    |
| Thiothroch apát              | 864/865 - 876    |
| Babo apát                    | 876 - 881        |
| Walther apát                 | 881 - 882        |
| Gerhard apát                 | 883              |
| Adalbero apát                | 895 - 897        |
| Liuther apát                 | 897 - 900        |
| Adalbero apát                | 900- 901         |
| Hatto apát                   | 901 - 913        |
| Liuther apát                 | 914 - 931        |
| Abt Evergis                  | 931 - 948?       |
| Brun apát (I. Ottó testvére) | 948? - 951       |
| Gerbod apát                  | 951 - 972        |
| Salmann apát                 | 972 - 999        |
| I. Werner apát               | 999 - 1001       |
| II. Werner apát              | 1001 - 1002      |
| I. Gerold apát               | 1002 - 1005      |
| Poppo apát                   | 1006 - 1018      |
| Reginbald apát               | 1018 - 1032      |
| Humbert apát                 | 1032 - 1037      |
| Bruning apát                 | 1037 - 1043      |
| I. Hugo apát                 | 1043 - 1052      |
| Arnold apát                  | 1052 - 1055      |
| Udalrich apát                | 1056 - 1075      |
| Adalbert apát                | 1075 - 1077      |
| Winther apát                 | 1077 - 1088      |
| Anselm apát                  | 1088 - 1101      |
| II. Gerold apát              | 1101 - 1105      |
| II. Hugo apát                | 1105             |
| Gebhard apát                 | 1105 - 1107      |
| Ermenold apát                | 1107 - 1111?     |
| Benno apát                   | 1111? - 1119     |
| Heidolf apát                 | 1119             |
| Hermann apát                 | 1124 - 1125      |
| Diemo apát                   | 1125 - 1139      |
| Baldemar apát                | 1140 - 1141      |
| Folknand apát                | 1141 - 1148      |
| Hildebert apát               | 1148             |
| Marquard apát                | 1148 - 1149      |
| Heinrich apát                | 1151 - 1167      |
| Sigehard apát                | 1167 -1199/1200  |
| Luitpold von Scheinfeld apát | 1199/1200 - 1214 |
| Konrad apát                  | 1214 - 1229      |